# Rue Bernard-Buffet
La rue Bernard-Buffet, anciennement « impasse Chalabre », se situe dans le 17e arrondissement de Paris.

## Situation et accès
En forme de U, elle se raccorde à l'avenue de Clichy aux nos 163 et 181. Elle absorbe l'ancienne impasse Chalabre.
Elle est connectée à la rue René-Blum créée en 2013. La rue longe le parc Clichy-Batignolles - Martin Luther King et la ligne de Petite Ceinture au niveau du 181, avenue de Clichy.
Ce site est desservi par la ligne 13 à la station de métro Brochant.

## Origine du nom

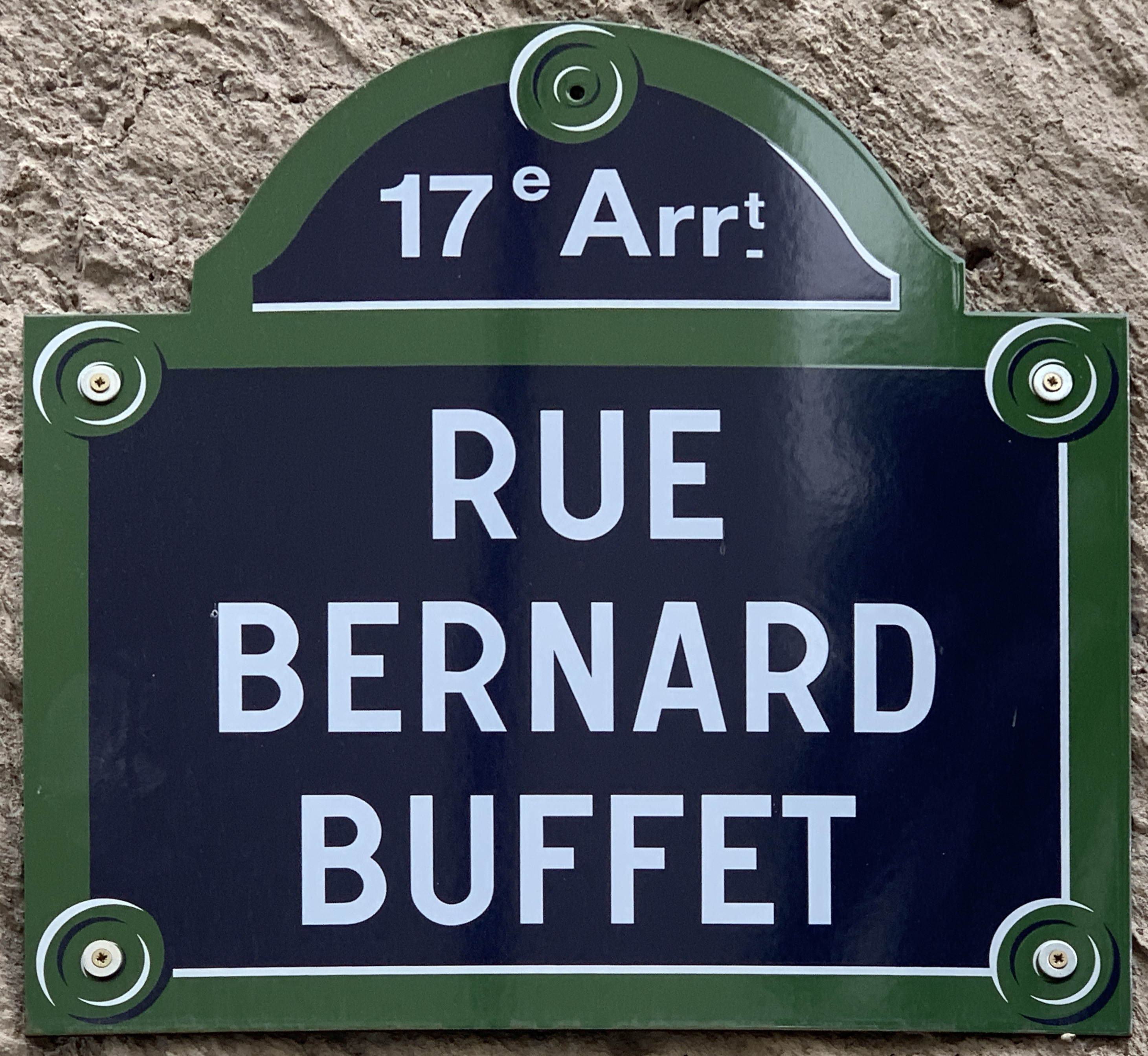
Plaque de la rue.

Elle porte le nom du peintre français expressionniste Bernard Buffet (1928-1999). 

## Historique
Initialement appelée « impasse de l'Abattoir », elle prend ensuite le nom d'« impasse Chalabre », qui portait le nom du propriétaire du terrain sur lequel elle a été ouverte.
Cette voie est intégrée dans le cadre de l'aménagement de la ZAC Clichy-Batignolles sous le nom provisoire de « voie CB/17 » et prend sa dénomination actuelle en juin 2013. 

## Bâtiments remarquables et lieux de mémoire
- No 9 : accès au parc Clichy-Batignolles - Martin Luther King.
- No 34 : bâtiment préservé de l'ancienne gare de marchandises des Batignolles